# Rogers Cup 2015
Der Rogers Cup 2015 war ein Tennisturnier der WTA Tour 2015 für Damen in Toronto sowie ein Tennisturnier der ATP World Tour 2015 für Herren in Montreal, das vom 10. bis 16. August 2015 stattfand.

## Herren
→ Hauptartikel: Rogers Cup 2015/Herren
→ Qualifikation: Rogers Cup 2015/Herren/Qualifikation

## Damen
→ Hauptartikel: Rogers Cup 2015/Damen
→ Qualifikation: Rogers Cup 2015/Damen/Qualifikation